# Tidjane Hane
 (août 2023).
Tidjane Hane (aussi orthographié erronément Tidiane Hane ou Tidiane Anne, né en 1955 à Gamadji Saré et mort le 14 avril 2001) est un journaliste sénégalais, militant de la langue et de la culture Pulaar.